# K’ahk’ Joplaj Chan K’awiil
K’ahk’ Joplaj Chan K’awiil (zm. 31 stycznia 749) – władca Copán. Wstąpił na tron w 738 roku.